# Lettera di Millawata
La cosiddetta Lettera di Millawata è una missiva inviata attorno al 1225-1220 a.C. da un imperatore Ittita ad un sovrano vassallo dell'occidente anatolico. È così chiamata perché tra gli argomenti che tratta vi è la definizione dei nuovi confini dello stato di Millawata/Mileto, stabiliti in accordo tra mittente e destinatario. È ritenuta assai importante dagli studiosi in quanto fonte di altre innumerevoli notizie sulla situazione politica contemporanea dell'Anatolia. Il testo bilingue, redatto in lingua luvia e ittita, segue di qualche decina di anni altre due celebri lettere provenienti dagli archivi reali di Ḫattuša, che trattano argomenti e personaggi identici o strettamente correlati a questa: la Lettera di Manhapa-Tarhunta e la Lettera di Tawagalawa.
Il mittente è Tudhaliya IV, terz'ultimo sovrano dell'impero Ittita, in carica dal 1237 a.C. al 1209. Quanto al destinatario, la scelta era inizialmente caduta su Kupanta-Kurunta. In anni più recenti, invece, a seguito della decifrazione dei Rilievi di Karabel, la preferenza degli studiosi si è orientata su Tarkasnawa, nipote di Kupanta-Kurunta, e sovrano di Mira coevo di Tudhaliya IV.

## Il testo
Tudhaliya IV esordisce ricordando a Tarkasnawa di essere stato lui a porlo sul trono di Mira, lui che era "un uomo ordinario". Il sovrano ricorda la ribellione di suo padre Alantalli, precedente re di Mira, che aveva attaccato i territori ittiti. Tudhaliya era sceso in campo, lo aveva sconfitto e rimosso, elevando a re, dietro giuramento di fedeltà, il figlio Tarkasnawa. Ciò sembrerebbe un implicito richiamo alla fedeltà verso un vassallo forse troppo ambizioso. Apprendiamo anche che Alantalli era deceduto, anche se il testo frammentario non chiarisce né come né quando.
L'argomento principale della missiva è la figura di tale Walmu, re di Wilusa (la Troia della epopea omerica), che si trovava presso Tarkasnawa, dopo essere stato cacciato dal proprio trono. Tudhaliya aveva inviato un suo rappresentante, Kulana-Ziti, con delle tavolette di legno attestanti la legittimità delle pretese di Walmu su Wilusa ed esorta Tarkasnawa a inviargli quest'ultimo così che egli possa provvedere a reinstallarlo sul trono, affinché possa tornare ad essere il vassallo militare di entrambi, com'era in passato.
Tudhaliya IV ricorda, come testimonianza della propria benevolenza, che i confini dello stato di Millawata (confinante meridionale di Mira) sono stati stabiliti assieme (il passaggio significa verosimilmente che il re Ittita avesse consultato il suo vassallo prima di stabilire una demarcazione dei territori a lui assegnati, dopo la conquista di Millawata), circostanza da cui il documento prende nome.
Nel testo si cita anche Piyama-Radu, nemico giurato Ittita per decenni, in un passaggio frammentario della tavola, che risulta troppo danneggiata per comprenderne il senso.

## Implicazioni del testo
L'aspetto più significativo sembrerebbe l'importanza raggiunta da Tarkasnawa all'epoca della lettera. Da semplice vassallo, sembrerebbe essere stato elevato a qualcosa di simile ad un supervisore regionale dell'area di Arzawa, per conto del re Ittita, ruolo che sarebbe una novità assoluta nella storia imperiale ittita. Come ha evidenziato l'archeologo americano Eric H. Cline, una tale riorganizzazione sembrerebbe dettata dalle " crescenti difficoltà degli Ittiti nel mantenere il controllo sui territori occidentali". Mira da questo momento parrebbe assurta ad un ruolo di referente dell'area di Arzawa per gli Ittiti, con gli altri re tributari che sarebbero diventati vassalli anche di Tarkasnawa. L'operazione, almeno nel breve, pare fosse riuscita, infatti non abbiamo notizie di altre rivolte nell'area in quegli anni.
Il rovescio della medaglia fu la crescita di importanza del regno di Mira, testimoniata dai ritrovamenti degli anni successivi. Tarkasnawa arrivò a dotarsi di un proprio sigillo personale e ad esaltare la propria immagine e quella del proprio casato, in una propaganda usuale per i grandi sovrani, ma non per un vassallo. 
E, in effetti, il tono di Tudhaliya IV sembra fin troppo accondiscendente: ricorda obblighi morali, chiede invece di imporre "come se non si fidasse completamente del destinatario" evidenzia Beckman. Tuttavia alcuni fanno notare che l'appellativo "figlio mio" usato dal re Ittita potrebbe alludere ad un collegamento di Tarkasnawa alla famiglia reale, se non addirittura ad una adozione da parte del sovrano, circostanza che comunque rafforza la percezione dello status raggiunto da Tarkasnawa.
La descrizione di Wilusa, inoltre, collocata nell'estremo Nord-Ovest anatolico, confermerebbe l'identificazione proposta da Kretschmer tra la Wilusa dei testi Ittiti e la (W)Ilios dei Greci, la città immortalata da Omero con il nome di Ilio/Troia, e come essa fosse tributaria dell'impero Ittita. La cacciata di re Walmu seguiva di appena mezzo secolo il Trattato di Alaksandu, atto con cui un altro sovrano di Wilusa era stato ripristinato sul trono da un sovrano ittita dopo esser stato detronizzato, segno dell'instabilità politica della città sul finire dell'età del bronzo.

## I rapporti con gli Ahhiyawa
Infine Tudhaliya IV, indirettamente, ci informa come la città di Millawata, base operativa degli Ahhiyawa per i loro tentativi di penetrazione in Anatolia, fosse ora sottomessa agli Ittiti, dal momento che erano stati lui e Tarkasnawa a ridefinirne i confini. Ciò ha condotto a ritenere che Tudhaliya, in occasione della spedizione per domare la rivolta della Terra del fiume Seha (compresa territorialmente tra Wilusa e Mira) potesse aver regolato una volta per tutte i conti con gli Ahhiyawa, che da oltre un secolo minavano il potere ittita nell'area sobillando rivolte tra i vassalli. È particolarmente significativo che nel testo non si faccia più alcun riferimento agli Ahhiyawa e che questo sia stato redatto in coincidenza cronologica con la distruzione delle cittadelle micenee (1225-1220 a.C. ca). È dunque possibile che Tudhaliya IV, conquistando Millawata, avesse dato un colpo mortale alle ambizioni degli Ahhiyawa, già in crisi nella madrepatria, cancellandoli definitivamente dallo scenario anatolico. 
Infatti nel cosiddetto trattato con Shaushgamuwa, siglato da Tudhaliya IV in quel periodo con un tributario, si registra un episodio curioso: nella lista dei Grandi Re erano elencati, oltre a quello Ittita, il faraone Egiziano, il sovrano Assiro, il re di Babilonia ed il re di Ahhiyawa; ma poi il nome di quest'ultimo fu cancellato con una riga orizzontale, come se proprio durante la stesura del documento questo sovrano avesse perso il proprio status di Grande Re. È possibile che questo fosse dovuto alla perdita di Millawata e all'espulsione dallo scenario anatolico; o anche al contemporaneo crollo della madrepatria ed alla conseguente scomparsa di questo regno dalla storia.